# Anspruch des früheren Besitzers
Als Ansprüche des früheren Besitzers werden die in § 1007 BGB kodifizierten Ansprüche des früheren Besitzers einer beweglichen Sache auf Herausgabe gegen den jetzigen Besitzer bezeichnet. Teilweise werden die Ansprüche des früheren Besitzers in Abgrenzung zu den possessorischen Besitzschutzansprüchen auch petitorische Besitzschutzansprüche genannt.

## Anspruch bei bösgläubigen Besitzerwerb des jetzigen Besitzers
Gemäß § 1007 Abs. 1 BGB hat der frühere Besitzer einer beweglichen Sache das Recht, von dem jetzigen Besitzer die Herausgabe der Sache zu verlangen, wenn dieser bei dem Erwerb des Besitzes nicht in gutem Glauben war. Dabei ist ein Besitzerwerber immer dann nicht in gutem Glauben und somit bösgläubig, wenn ihm bekannt oder infolge grober Fahrlässigkeit unbekannt ist, dass er kein Recht zum Besitz hat.
Ausgeschlossen ist der Anspruch, wenn der frühere Besitzer seinerseits bei dem Erwerb des Besitzes nicht in gutem Glauben war (§ 1007 Abs. 3 S. 1 Var. 1 BGB) oder wenn er den Besitz aufgegeben hat (§ 1007 Abs. 3 S. 1 Var. 2 BGB).
Ebenfalls ausgeschlossen ist der Anspruch, wenn dem jetzigen Besitzer ein Recht zum Besitz gegenüber dem früheren Besitzer zusteht (§ 1007 Abs. 3 S. 2 BGB i. V. m. § 986 BGB). Sofern beide keinen Vertrag geschlossen haben, aufgrund dessen dem jetzigen Besitzer ein Recht zum Besitz gegenüber dem früheren Besitzer zusteht (Mietvertrag, Leihvertrag, Kaufvertrag), kommt nur ein absolutes Besitzrecht (Eigentum, Pfandrecht, Nießbrauch) des jetzigen Besitzers in Betracht.

## Anspruch bei Abhandenkommen der Sache
Gemäß § 1007 Abs. 2 S. 1 BGB hat der frühere Besitzer einer beweglichen Sache das Recht, vom jetzigen Besitzer die Herausgabe der Sache zu verlangen, wenn diese dem früheren Besitzer gestohlen worden, verloren gegangen oder sonst abhanden gekommen ist. Eine Sache ist dann abhanden gekommen, wenn der unmittelbare Besitzer den Besitz an ihr ohne oder gegen seinen Willen verloren hat.
Wie der Anspruch aus § 1007 Abs. 1 BGB ist der Anspruch aus § 1007 Abs. 2 S. 1 BGB ausgeschlossen, wenn der frühere Besitzer bei dem Erwerb des Besitzes nicht in gutem Glauben war (§ 1007 Abs. 3 S. 1 Var. 1 BGB), wenn er den Besitz aufgegeben hat (§ 1007 Abs. 3 S. 1 Var. 2 BGB) oder wenn dem jetzigen Besitzer ein Recht zum Besitz gegenüber dem früheren Besitzer zusteht (§ 1007 Abs. 3 S. 2 BGB i. V. m. § 986 BGB).
Zusätzlich ist der Anspruch auch dann ausgeschlossen, wenn der jetzige Besitzer der Eigentümer der Sache ist oder ihm die Sache vor der Besitzzeit des früheren Besitzers abhandengekommen war (§ 1007 Abs. 2 S. 1 BGB).

## Geschichte
Ihren geschichtlichen Ursprung haben die Ansprüche des früheren Besitzers in der Actio Publicana des römischen Recht. Diese ermöglichte es dem Ersitzungsbesitzer, also dem rechtmäßigen (iusta causa) und gutgläubigen (bona fides) Eigenbesitzer, wie ein Eigentümer gegen die Entziehung der Sache vorzugehen, indem der Ablauf der Erzsitzungszeit fingiert wurde. Damit schützte die Actio Publiciana nicht nur den Ersitzungsbesitzer auf dem Weg zum Eigentumserwerb durch Ersitzung, sondern auch Eigentümer, die Schwierigkeiten hatten ihr Eigentum vor Gericht zu beweisen. Diese konnten sich als rechtmäßige und gutgläubige Eigenbesitzer zur Not auch auf die Actio Publiciana stützen.
Als gegen Ende des 19. Jahrhunderts das Bürgerlichen Gesetzbuchs kodifiziert wurde, war die Bedeutung der Actio Publiciana aufgrund der Einführung des Gutgläubigen Erwerbs (§ 932 BGB) und der Eigentumsvermutung zugunsten des Besitzers (§ 1006 BGB) nur noch gering. Dennoch erachtete die Kommission einen Anspruch „aus früherem Besitz gegen den schlechter Berechtigten“ für erforderlich und nahm den § 1007 in das Bürgerliche Gesetzbuch auf.